# 修正臺灣省人民回復原有姓名辦法
《修正臺灣省人民回復原有姓名辦法》共10條，由臺灣省行政長官公署於1946年5月21日公布並施行。內容要求當時回復中華民國國籍之臺灣省人若以日本姓名為姓名者，應於3個月內回復其中國姓名，並詳述其手續及公部門後續處理流程，而未辦理回復姓名手續者，則須接受罰款。另，提及原住民族（時稱高山族）如無中國姓名者，應參照中國姓名自訂之。

## 背景
1945年臺灣因日本於第二次世界大戰中戰敗，由大日本帝國統治之下轉由中華民國。同年12月，臺灣省行政長官公署即呈請行政院審核《臺灣省人民回復原有姓名辦法》。行政長官公署聲稱，臺灣人在日治時期受「皇民化運動之壓迫，或因其他原因廢棄原有姓名」，故訂此辦法便利台人回復其原有姓名。
1946年5月6日行政院回復修正通過，修正後共計有10條文。同年5月，接管台灣之中華民國行政院隨即公布《修正臺灣省人民回復原有姓名辦法》，並於限期三個月內「到府辦理」。

## 執行過程

### 執行模式的轉變
1945年12月公布之《臺灣省人民回復原有姓名辦法》採取多方鼓勵方式，但由於該辦法缺乏執行機制及宣傳之管道，導致成效不彰。為加速台人回復中國姓名，長官公署遂採取嚴格的行政措施，除擔任政府公職者外，連同各學校、機構、警察訓練所等，皆需依規回復中國姓名。此外，也對擔任公職候選人資格的審查設限，要求不得沿用日式姓名，否則不予受理檢覈。1946年5月6日更頒佈「修正臺灣省人民回復原有姓名辦法」，增訂申辦時間自6月8日至9月8日止，逾限未依規更改姓名，則將處百元以下罰款。

### 執行問題
- 承繼父母二姓宗祧的複姓姓名者，由於姓名為四字，被視為沿用日本姓名。最後只得將名字中一字刪除，改為單名。
- 依規定，凡以日本姓名登記的業主，皆應於1946年12月15日前辦理回復原有姓名，否則將被視為日產而遭沒收。然而，在回復姓名的同時，部分個人或政府機關行政作業上的疏忽，衍生許多土地產權之登記糾紛[2]。
- 本辦法未考慮臺灣原住民族命名文化，由戶政機關人員「到府辦理」，強制要求原住民必須冠上漢姓。由於大部份原住名家長不識漢字。造成部分族人姓名是由戶政事務以「隨機分配」方式改名，其命名方式是以漢人姓氏及「國語辭典或辭源、辭海、康熙等通用字典中所列有之文字」為準則，造成原住民的傳統姓名逐漸消失。其中，由於條文內並無詳細訂定相關實行細則，故台灣原住民在1950年代前後，大量出現「高」（指高山民族）、「潘」（以水部代表河流，番指原住民）、湯（河川）、楊（大樹）、巫（女神）的新姓氏。強制將原住民傳統姓名全改為漢姓漢名，也打亂其原氏族關係，如同家族卻不同姓的情況時有所聞，致使原住民近親通婚等問題[3]。

## 外部連結
- 國家發展委員會檔案管理局-回復台人姓名
- 國立臺灣歷史博物館-戰後回復原有姓名之申請書